# Eva Taylor (Sängerin)
Eva Taylor (* 22. Januar 1895 in St. Louis als Irene Joy Gibbons; † 31. Oktober 1977 in Mineola, New York) war eine US-amerikanische Blues- und Jazzsängerin sowie Schauspielerin.

## Leben
Eva Taylor begann ihre Karriere bereits als Kinderstar in einer Revue-Tourneetruppe, die zwischen 1900 und 1920 auch Europa, Australien und Neuseeland bereiste. Sie ging dann in den Vereinigten Staaten mit der Vaudeville-Truppe „Josephine Gassman and Her Pickaninnies“ auf Tournee. 1920 kam sie nach New York City, wo sie bald eine populäre Sängerin in den Nachtclubs von Harlem wurde. 1921 heiratete sie den Pianisten und Produzenten Clarence Williams; das Paar arbeitete dann an verschiedenen Projekten, zahlreichen Songs und einer Musik-Revue namens  „Bottomland“ und an verschiedenen Radioprogrammen. 1922 entstanden Eva Taylors erste Aufnahmen für das afroamerikanische Label Black Swan, die sie als „The Dixie Nightingale“ vermarktete. Sie wirkte dann in den 1920er und 1930er Jahren auf zahlreichen Blues-, Jazz- und populären Titeln von Okeh und Columbia Records mit und hatte 1925 erste Hits mit den Songs „Everybody Loves My Baby“ (#10) und „Cake Walkin’ Babies from Home“ (#13).
Als Leadsängerin war sie bei verschiedenen Aufnahmen von  Williams’ Formation Blue Five zu hören, wie auch bei dessen Sessions mit Louis Armstrong und Sidney Bechet 1924/25; dann 1929 bei Aufnahmen der Studioband The Charleston Chasers (Ain’t Misbehavin’) sowie bei Aufnahmen von Bluessängerinnen wie Sippie Wallace, Rosetta Crawford und Bessie Smith. Obwohl sie zumeist unter ihrem Bühnennamen Eva Taylor auftrat, arbeitete sie gelegentlich auch unter ihrem Echtnamen als „Irene Gibbons and her Jazz Band“. 1927 trat Eva Taylor in dem Broadway-Stück Bottomland auf, das Williams geschrieben und produziert hatte und 21 Aufführungen erlebte.
Ende der 1920er hatte Eva Taylor beim Sender NBC auch ihre eigene Radioshow und gastierte in der Paul Whiteman Radio Show (1932).
Bis in die 1930er Jahre arbeitete sie mit Williams zusammen. Anfang der 1940er Jahre zog sie sich aus dem Musikgeschäft zurück und trat nur noch gelegentlich in Konzerten und Nachtclubs auf. Nach dem Tod ihres Mannes kehrte sie Mitte der 1960er Jahre ins Musikgeschäft zurück und  ging auch in Europa auf Tourneen. Eva Taylor starb 1977 an Krebs. Sie wurde neben ihrem Mann auf dem Saint Charles Cemetery in  East Farmingdale (Bundesstaat New York) beerdigt.

## Diskographische Hinweise
- Edison Laterals 4 (Diamond Cut, ed. 1997)
- Not Just the Blues (Pearl, ed.1996)
- Clarence Williams: Complete Sessions, Vol. 1 1923 (EPM)
- Clarence Williams 1926-1927 (Classics)
- Clarence Williams 1933 (Classics)